# Comitato Olimpico Filippino
Il Comitato Olimpico Filippino (noto anche come Olimpikong Komite nin Filipinas in tagalog) è un'organizzazione sportiva filippina, nata nel 1911 a Pasig, Filippine.
Rappresenta questa nazione presso il Comitato Olimpico Internazionale (CIO) dal 1929 ed ha lo scopo di curare l'organizzazione ed il potenziamento dello sport nelle Filippine e, in particolare, la preparazione degli atleti filippini, per consentire loro la partecipazione ai Giochi olimpici. L'associazione è, inoltre, membro del Consiglio Olimpico d'Asia.
L'attuale presidente dell'associazione è Abraham Tolentino, mentre la carica di segretario generale è occupata da Patrick Gregorio.